# Solanum rubetorum
Solanum rubetorum är en potatisväxtart som beskrevs av Michel Félix Dunal. Solanum rubetorum ingår i släktet skattor som ingår i familjen potatisväxter. Inga underarter finns listade i Catalogue of Life.